# Брокенцино
Брокенцино (пол. Brokęcino, нім. Bahrenbusch) — село в Польщі, у гміні Оконек Злотовського повіту Великопольського воєводства.
Населення — 200 осіб (2011).
У 1975-1998 роках село належало до Пільського воєводства.

## Демографія
Демографічна структура станом на 31 березня 2011 року:
|          | Загалом | Допрацездатний вік | Працездатний вік | Постпрацездатний вік |
| -------- | ------- | ------------------ | ---------------- | -------------------- |
| Чоловіки | 104     | 29                 | 64               | 11                   |
| Жінки    | 96      | 26                 | 50               | 20                   |
| Разом    | 200     | 55                 | 114              | 31                   |